# 魏文偉
魏文偉字允豐，中國清朝武官，福建人。
廕生改武出身。1760年（乾隆25年）奉旨接替葉相德，擔任澎湖水師協副將。隸屬台灣鎮之下，是扼守台灣海峽的重要武將，並統帥兩標水營，數千名水師兵勇。